# Podengo-crioulo
O podengo-crioulo é uma raça de cão originária do Brasil, seu nome significa "cão de caça a coelhos" (significado de pondengo) é "descendente de cães europeus nascidos em colônia de ultramar", e cães "europeus nascido na América" (significados de crioulo) trazidos ao Brasil desde o descobrimento. Apesar de ainda não ser reconhecida oficialmente pela Confederação Brasileira de Cinofilia, está espalhada por todo o país, em cada região é chamada de maneira diferente, na região nordeste (local de origem) prevalece os nomes pé duro e boca preta, entre algumas tribos indígenas sempre foi conhecido como aracambé, e a sua variedade pequena, por ser muito comum em Minas Gerais, é conhecida como terrier de minas (apesar de não ser um terrier), devido às suas excepcionais qualidades na caça também é conhecido como coelheiro, tatuzeiro, paqueiro e  rateiro, devido às suas grandes orelhas também é chamado de orelhudo, e assim era chamado pelos quilombolas.

## História

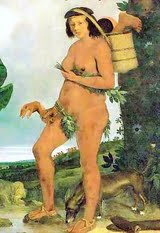
Índia tupinambá e seu podengo crioulo retratados por Debret.

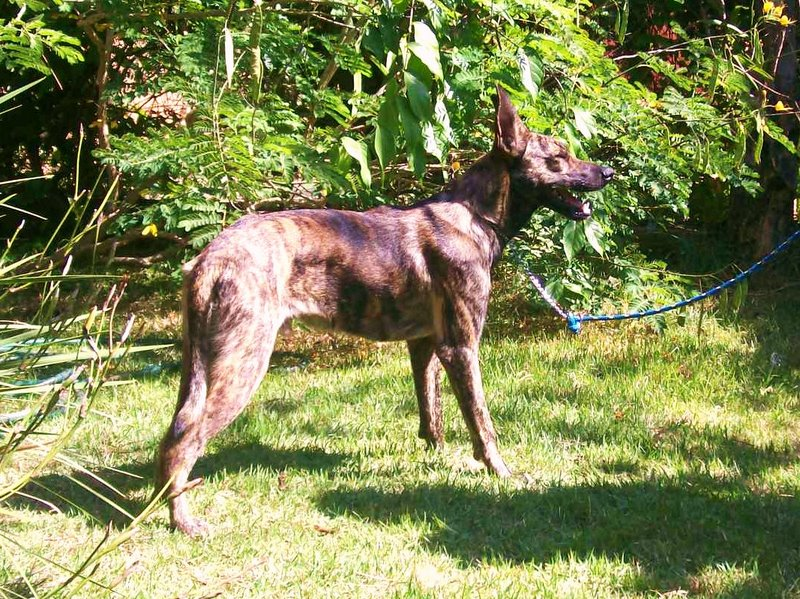
Podengo crioulo standard de pelo curto.

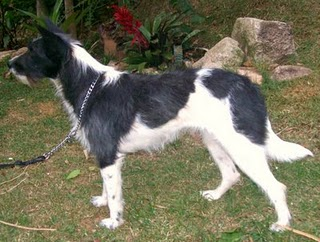
Podengo crioulo standard de pelo duro "Barbudo".

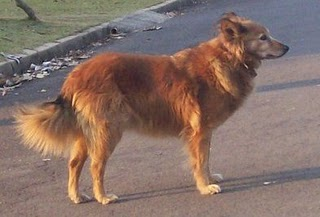
Podengo crioulo standard de pelo longo.

Os cães de tipo podengo tiveram sua origem no antigo Egito, muitas gravuras da época retratam cães do tipo podengo naquela civilização, estes cães tinham privilégios na sociedade egípcia por serem associados à divindade Anúbis, quando morriam, eram enterrados com honras, e apenas o faraó e sua corte podiam utilizalos para a caça, posteriormente estes cães se espalhariam pela África e por volta do ano 700 a.C. chegariam até à Península Ibérica através dos fenícios e sua forte vocação naval.
Após chegarem a Europa, sofreram modificações devido ao novo clima, cruzamentos com cães europeus e a larga utilização na caça, fazendo surgir novas raças, e em Portugal surgia o podengo português.
No período do Brasil Colônia, os cães podengos portugueses eram trazidos de Portugal nas caravelas com a missão de controlarem a população de ratos nestas embarcações, e no mesmo período, cães primitivos da raça africanis eram trazidos da África nos navios negreiros com a mesma missão, exterminar ratos, e estes cães chegando ao Brasil, cruzavam entre si e com cães indígenas nativos e também recebiam novas funções, como a caça e a guarda. Com o tempo surgia uma nova raça, com fenótipo e temperamento diferente dos ancestrais portugueses e africanos. Nesta época sua variedade pequena chegou a ser muito comum entre os índios tapuias. O podengo crioulo teria se espalhado pelo país conforme a velocidade do povoamento do território brasileiro, e já no século XIX já estavam presentes por todo o país, como confirmam algumas pinturas de Debret.
Em dias atuais, devido à grande popularidade de raças estrangeiras, é evidente o sumiço dos podengos crioulos devido à miscigenação com estas raças, principalmente em áreas urbanas, em qualquer região a variedade de tamanho grande está praticamente extinta, e são muito poucos os exemplares das variedades de pêlo longo, e também correm risco de extinção, mas a raça mesmo, que não tenha a mesma população de décadas atrás, ainda é relativamente comum nas áreas rurais, onde são muito usados na caça, na guarda de galinheiros contra ataques de raposas e lobos guará e também como cães de guarda e alarme em pequenas propriedades.

### Desenvolvimento
Os biólogos Marcelo Ribeiro dos Santos e Tiago Abreu Barbosa da Silva percebendo o grande risco de extinção que esta raça autóctone do Brasil corre, encabeçam um trabalho em prol do resgate e do reconhecimento oficial desta raça, que é um patrimônio genético brasileiro e testemunha da História do Brasil.
Hoje a raça já conta com um padrão rácico, este documento norteia o trabalho de desenvolvimento da raça.
esta é a segunda versão do documento, foi redigido pelos biólogos Marcelo Ribeiro e Tiago Abreu, foi elaborado com base em fotos de dezenas de podengos crioulos, e atualmente está sendo apreciado pela CBKC para fins de reconhecimento oficial da raça.

## Características

### Psiquicas
São cães extremamente inteligentes e sociáveis, se dedicam por instinto à caça de pequenos animais, como coelhos, lebres, pacas, gambás e diversos roedores, em matilha ou acompanhado apenas de seu dono, vivem harmoniosamente em matilha, inclusive as fêmeas ajudam a criar os filhotes das outras fêmeas da matilha, o latido da raça é fino e contínuo, e bastante pronunciado quando encontra a presa, para avisar os demais cães da matilha e a seu dono quanto à localização da caça, devido às suas atividades originais são excelentes farejadores.
A sua submissão ao dono está entre as maiores do reino canino, são muito carinhosos e dedicados ao seu dono. Precisam de bastante atividade física diária para se manterem equilibrados e saudáveis.
Em um primeiro momento são reservados com estranhos, sem a presença de seu dono não toleram invasões territoriais, a variedade pequena é mais propícia ao alarme, já as variedades médio e grande podem chegar a morder um invasor, mesmo assim, agem de maneira mais ostensiva, tentando acuar ou expulsar o invasor, e somente chegam a mordida em último caso, quando os latidos não fazem o intruso recuar, também são muito observadores, e geralmente não permitem a retirada de objetos de seu território.

#### Standard x miniatura
Segundo o padrão da raça podengo crioulo, há algumas diferenças de comportamento entre podengos crioulos standard e miniaturas, o documento descreve o menor como mais ativo e excitável que o standard, demonstrando no entanto, a mesma característica de reserva para com estranhos, além de grande adestrabilidade e capacidade de trabalho.

### Físicas

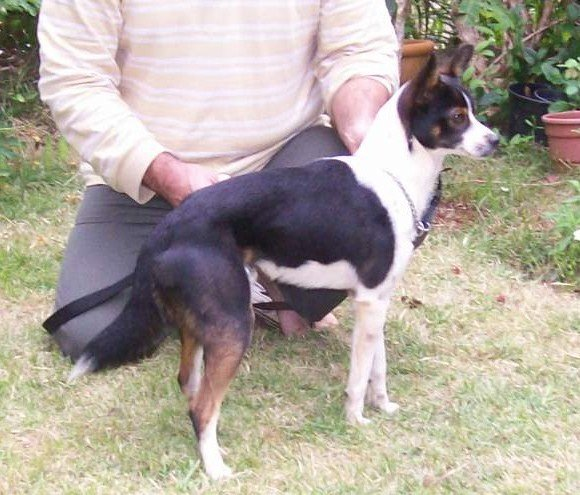
Podengo crioulo miniatura.

A cabeça é forte sem ser massuda, e proporcional ao corpo, o focinho é afilado em direção a trufa, as orelhas são grandes, eretas, de inserção alta e dotadas de grande mobilidade, os maxilares são fortes porém não excessivamente salientes, a mordedura é em tesoura e os dentes são consideravelmente grandes e sólidos.
Cão de aspecto esbelto, sem no entanto parecer muito magro, ossatura forte mas proporcional a sua massa muscular, são em três variedades de tamanho, pequeno, médio e grande. Possuem também três variações de pelagem para cada variedade de tamanho, podem ser de pelo curto, duro ou longo, podem ser de várias cores, a mais comum é o fulvo, que pode variar do claro ao escuro, mas há outras cores como preto, preto e fogo, preto fosco ou azeviche, cinza, branco, tricolor ou malhado em todas as cores descritas, herdou da raça africanis a cor tigrada e também um risco escuro que vai dos olhos em direção ao maxilar.

#### Standard x miniatura
Além do tamanho, o padrão oficial da raça podengo crioulo também descreve algumas outras diferenças entre as variedades na região da cabeça, o documento descreve a variedade miniatura com crânio um pouco mais abaulado que no podengo crioulo standard, com olhos mais arredondados e arcadas  superciliares mais salientes, porém não exageradas. Devido a estas características, a chanfradura nasal (stop) é um pouco mais pronunciada que nos standard.

## Saúde
Devido ao seu desenvolvimento em ambiente externo, a raça conservou genes de resistência ao longo dos séculos de seu desenvolvimento. Como vários destes cães viveram nas ruas ou campos sem possuir donos, a seleção natural permitia apenas que os mais fortes e saudáveis sobrevivessem, devido a isto, esta raça é muito rústica e raramente adoece. Não são poucos os exemplares que nunca precisaram ir até um veterinário. Geralmente apenas na velhice é quando começam a apresentar algum problema de saúde. Nesta fase da vida destes cães o problema mais comum é a catarata, mas sem no entanto ser considerada uma doença endémica na raça.